# Trolejbusy w Olsztynie
Trolejbusy w Olsztynie – system komunikacji trolejbusowej, działający w Olsztynie w latach 1939–1971.

## Historia

### 1939–1945
Na ulice Olsztyna trolejbusy wyjechały pierwszy raz 1 września 1939 r., kiedy uruchomiono linię nr 1 na trasie Dworzec Główny – Osiedle Mazurskie. Kursowało na niej 5 trolejbusów (posiadały 28 miejsc siedzących i 17 stojących), a częstotliwość jazdy wynosiła 15 minut. Kilka dni później uruchomiono linię nr 2 na trasie Plac Roosevelta – Jagiellończyka – koszary wojskowe. Linia ta została jednak zlikwidowana wraz z linią tramwajową nr 2. W 1943 r. na trasie linii 2 Ratusz – Jakubowo (Jakobsberg) tramwaje zostały zastąpione trolejbusami. Po ulicach Olsztyna kursowały również trolejbusy ciężarowe, dowożące węgiel ze składu przy obecnej ulicy Lubelskiej do gazowni przy ulicy Knosały.
Kursowanie trolejbusów zawieszono 22 stycznia 1945 r. Podczas zajęcia miasta przez Armię Czerwoną sieć trolejbusowa została doszczętnie zniszczona, ale same trolejbusy nie ucierpiały i przetrwały w stanie nienaruszonym.

### 1946–1971
10 grudnia 1946 r. otwarto linię trolejbusową na trasie Osiedle Mazurskie – Plac Roosevelta. 28 stycznia 1948 r. do użytku oddano nową trasę: Plac Roosevelta – Kortowo. Linia trolejbusowa do Jakubowa nie doczekała się odbudowy, a jej trasę obsługiwały do roku 1965 tramwaje. W 1949 r. uruchomiono trolejbus towarowy wożący węgiel z ulicy Lubelskiej do gazowni przy ulicy Knosały. W roku 1969 linię trolejbusową nr 3, kursującą na trasie Limanowskiego – Kortowo, zastąpiono linią autobusową nr 3 na trasie Fabryka Mebli – Kortowo. 31 lipca 1971 r. zastąpiono linię trolejbusową nr 4, kursującą na trasie Limanowskiego – Osiedle Mazurskie, linią autobusową nr 4 na trasie Jakubowo – Osiedle Mazurskie i tym samym nastąpiła całkowita likwidacja olsztyńskich trolejbusów.

### Plany przywrócenia
W latach 70. XX wieku pojawiły się pierwsze plany przywrócenia komunikacji trolejbusowej i tramwajowej w mieście. Ich upamiętnieniem są ustawione wzdłuż ulicy Kołobrzeskiej i częściowo Dworcowej słupy trakcyjne do podtrzymywania sieci trolejbusowej. W roku 1981 wspólnie ze Słupskiem planowano uruchomienie komunikacji trolejbusowej, jednak Olsztyn nie zdołał rozpocząć budowy, a kryzys gospodarczy pogrzebał projekt na etapie planowania.
W 1995 r. zachodnie firmy wyraziły zainteresowanie odbudową linii trolejbusowych, okazało się to jednak nieopłacalne. W Zintegrowanym Planie Rozwoju Transportu publicznego na lata 2003–2013 znalazł się wpis o odtworzeniu linii trolejbusowej lub tramwajowej. W 2007 roku analitycy oszacowali, że wprowadzenie komunikacji trolejbusowej kosztowałoby 319 mln zł (komunikacja tramwajowa 360 mln zł, a autobusowa – 243 mln).